# Војска старог Египта
Стари Египат је био древна цивилизација у источној Северној Африци, концентрисана дуж северног тока реке Нил у Египату. Цивилизација је настала око 3150. године пре нове ере политичким уједињењем Горњег и Доњег Египта под првим фараоном, и развијала се током наредна три миленијума. Његова историја се одвијала кроз низа стабилних "краљевстава", раздвојених периодима релативне нестабилности познатим као "међупериоди". Древни Египат је достигао свој врхунац током Новог краљевства, након чега је ушао у период лаганог опадања. Египат је освајан од разних страних сила у касном периоду, а владавина фараона је званично окончана 31. п. н. е., када је рано Римско царство освојило Египат и претворило га у своју провинцију. Иако су египатске војне снаге у Старом и Средњем краљевству биле добро организоване, нови облик организације војске који се појавио у Новом краљевству омогућио је држави највеће територијално проширење.
Током већег дела своје дуге историје, древни Египат је био уједињен под једном владом. Главна војна брига за нацију била је да задржи непријатеље подаље. Сушне равнице и пустиње око Египта биле су насељене номадским племенима која су повремено покушавала да нападну или да се населе у плодној долини реке Нил. Ипак, велика пространства пустиње формирала су баријеру која је штитила долину реке и била је готово немогуће за масовне војске да пређу. Египћани су изградили тврђаве и испоставе дуж граница источно и западно од делте Нила, у источној пустињи и у Нубији на југу. Мали гарнизони могли су да спрече мање упаде, али ако би се уочиле велике снаге, биле би слате поруке главном армијском корпусу. Већини египатских градова недостајале су градске зидине и друге одбране.
Историја старог Египта подељена је на три краљевства и два међупериода. Током три краљевства, Египат је био уједињен под једном владом. Током средњих периода (временски периоди између краљевстава) контрола владе била је у рукама разних нома (провинција унутар Египта) и разних странаца. Географија Египта послужила је за изолацију земље и омогућила јој да напредује. Ова околност је поставила терен за многа египатска војна освајања.

## Старо краљевство (2686–2181. п. н. е.)
Старо краљевство је било једно од најсјајнијих времена у историји Египта. Због великог обиља, омогућено је влади да се стабилизује и заузврат организује функционалну војску. Током овог периода, већина војних сукоба је била ограничена на консолидацију моћи унутар Египта.
За време Старог краљевства у Египту није било професионалне војске; гувернер сваке номе (административне поделе) морао је да подигне своју добровољачку војску. Тада би се све војске окупиле под фараоном у битку. Пошто се војна служба није сматрала престижном, војску су углавном чинили људи из ниже класе, који нису могли да приуште да се обучавају за друге послове.
Војници Старог краљевства били су опремљени многим врстама оружја, укључујући штитове, копља, тољаге, буздоване, бодеже и лукове и стреле. Најчешће египатско оружје били су лук и стрела. Током Старог краљевства, често се користио једнолучни лук. Овај тип лука је био тежак за исцртавање, а била је и мања дужина извлачења. Након што су Хикси увели композитни лук, ово оружје су почели да користе и египатски војници.

## Први прелазни период (2181–2055 п. н. е) и Средње краљевство (2055–1650 п. н. е)
Фараон Ментухотеп II је командовао војним походима јужно до Другог катаракта у Нубији, која је стекла независност током Првог прелазног периода. Такође је обновио египатску хегемонију над регионом Синаја, који је Египат изгубио на крају Старог краљевства.
Од 12. династије па надаље, фараони су често држали добро обучене стајаће војске, које су чиниле основу већих снага подигнутих за одбрану од инвазије. Под владавином Сенусрета I, египатске војске су изградиле граничну тврђаву у Бухену и заузеле целу доњу Нубију.

## Други прелазни период (1650–1550 п. н. е)
Након што је фараон Аy Мер-нефер-ре из средње 13. династије побегао из своје палате, хананско племе Хикси опљчкало је Мемфис (главни град Египћана) и преузело доминацију над Горњим и Доњим Египтом. Након што су Хикси преузели контролу, многи Египћани су побегли у Тебу, одакле су почели да се противе владавини Хикса.
Хикси, Азијати са североистока, поставили су утврђену престоницу у Аварису. Египћани су у то време били заробљени; њихова влада је пала. Били су у сендвичу између Хикса на северу и Кушита Нубијаца на југу. Овај период је означио велику промену за египатску војску. Хиксима се приписује да су у Египат довели коње, Оурарит (кочије), и композитни лук — алате који су драстично променили начин на који је египатска војска функционисала (неки докази сугеришу да су коњи и кочије били присутни раније). Композитни лук, који је омогућавао већу прецизност и већи домет стрелама, заједно са коњима и кочијама, на крају је помогао египатској војсци у протеривању Хикса из Египта, почевши од тренутка када је Секененре Тао II постао владар Тебе и покренуо рат у ком је изгубио живот у једној борби. Секененреа је наследио Камос, који је наставио да се бори против Хикса пре него што је његов брат Ахмосе I коначно успео да их протера.  Ово је означило почетак Новог краљевства.

## Ново краљевство (1550–1069 п. н. е)
У Новом краљевству су се појавиле нове претње. Међутим, војни доприноси Хикса омогућили су Египту да се успешно одбрани од нових страних инвазија. Хетити, који су долазили са даљег североистока, покушали су да освоје Египат, али су поражени и склопљен је мировни споразум. Такође, мистериозни Народи са мора у том периоду напали су цео древни Блиски исток. Народи са мора изазвали су многе проблеме, али на крају је војска била довољно јака у том тренутку да спречи колапс владе. Египћани су имали снажну пешадију, за разлику од Хетита који су зависили од својих кочија. На тај начин је војска Новог Краљевства била другачије организована од војски претходна два краљевства.

## Војске Старог и Средњег краљевства
Пре Новог краљевства, египатске војске су биле састављене од регрутованих сељака и занатлија, који су тада масовно служили под заставом фараона. Током Старог и Средњег краљевства египатске војске су биле слабо организоване. Египатски војници су носили једноставно наоружање које се састојало од копља са бакарним врхом копља и великог дрвеног штита прекривеног кожом. Камени буздован је такође ношен у архајском периоду, мада је касније ово оружје вероватно било само у церемонијалној употреби, а замењено је бронзаном борбеном секиром. Копљанике су подржавали стрелци који су носили једноставан закривљени лук и стреле са врховима од кремена или бакра. Ниједан оклоп није коришћен током 3. и раног 2. миленијума пре нове ере. Странци су такође били укључени у војску, Нубијци (Меџаји), улазили су у састав египатске војске као плаћеници и чинили су најбоље стрељачке јединице.

## Војске Новог краљевства
Велики напредак у технологији оружја и ратовању почео је око 1600. године пре нове ере када су се Египћани борили и коначно победили племе Хикса које је завладало Доњим Египтом. Током овог периода коњ и кочије су уведени у Египат, на шта Египћани нису имали одговор све док нису представили сопствену верзију ратних кола почетком 18. династије. Египћани су затим побољшали дизајн кочија како би одговарале сопственим захтевима. Египатске кочије су биле лакше и брже од кочија других великих сила на Блиском истоку. У египатским ратним кочијама налазили су се возач који је држао бич и узде и борац, који је углавном држао композитни лук или, након што би потрошио све своје стреле, кратко копље којих је имао неколико на располагању. Кочијаши су повремено носили оклопе, али су више преферирали широке кожне траке прекрштене преко груди или су носили штит. Њихов торзо је тако био мање-више заштићен, док је доњи део тела био заклоњен самим колима. Фараони су често носили кожне оклопе са уметнутим полудрагим камењем, које је нудило бољу заштиту, јер је камење било тврђе од метала који се користио за врхове стрела.
Главно оружје египатске војске били су лук и стрела; који су постали страшно оружје увођењем композитног лука од стране Хикса. Ови лукови, у комбинацији са ратним кочијама, омогућили су египатској војсци да нападне брзо и са веће удаљености.
Друге иновације укључивале су копеш, који храмске сцене приказују како су га богови представили фараону уз обећање победе, побољшани оклоп од ливене бронзе; током 18. династије војници су почели да носе шлемове и кожне или платнене тунике прекривене са металним плочицама.
Ове промене су такође изазвале промене у улози војске у египатском друштву, па се током Новог краљевства, египатска војска променила од војних трупа у чврсту организацију професионалних војника. Освајања страних територија, као што је Нубија, захтевала су сталне снаге за гарнизон у иностранству. Сусрет са другим моћним блискоисточним краљевствима као што су Митани, Хетити, а касније Асирско царство и Вавилонија, учинили су да Египћани воде походе далеко од куће. Преко 4.000 пешака једног армијског корпуса било је организовано у 20 чета од 200 до 250 људи у свакој. Процењује се да је египатска војска имала преко 100.000 војника у време Рамзеса II око 1300. п. н. е. Било је и чета Либијаца, Нубијаца, Канаанаца и Шердена (Грка) који су служили у египатској војсци. Често су их описивали као плаћенике, али су највероватније били импресионирани затвореници који су више волели живот војника уместо ропства.

## Војске касног периода
Следећи искорак уследио је у касном периоду (712–332 п. н. е), када су у употребу ушле коњичке трупе и оружје направљено од гвожђа. Након освајања од стране Александра Великог, Египат је био снажно хеленизован и главна војна сила је постала пешадијска фаланга. Стари Египћани нису били велики иноватори у технологији оружја, а већина иновација у технологији оружја долазила је из западне Азије и грчког света.

## Војна организација
Још у Старом краљевству (око 2686–2160 п. н. е) Египат је користио специфичне војне јединице, а војна хијерархија се појавила у Средњем краљевству (око 2055–1650 п. н. е). До Новог краљевства (око 1550–1069 п. н. е), египатска војска се састојала од три главна рода: пешадије, кочије и морнарице.

### Египатски војници
Током египатског освајања, фараон је делио своју војску на два дела, северни и јужни. Затим се даље делиле на још четири војске назване по египатским боговима Ра, Амон, Птах и Сутех (од свих војски фараон би се придружио Амону). Одатле би бирао главнокомандујућег, углавном принца краљевске куће, који би потом бирао капетане који би спроводили наређења дата низ ланац командовања. За време рата, главнокомандујући је добио задатак да бира њихове капетане, који су обично били нижерангирани принчеви краљевске куће. Они су генерално постигли ове позиције користећи средства подмићивања и обраћајући се интересним судовима. Други важан фактор при избору и официра и капетана био је степен образовања који су стекли; већина званичника су често били дипломати са високим образовањем. Касније, по добијању званичне позиције, подељене војске би се удружиле са плаћеницима који су били одевени као египатска војска, али никада нису били део домаће египатске војске.
Сваки пук у египатској војсци могао је бити идентификован према оружју које је носио: стрелци, копљаници и пешадија. Копљаници нису носили само своје далекометно оружје, копље, већ и бодеж на појасу и кратко закривљени мач. У египатској уметности приказан је предмет у облику штапа или штапића који је био додељиван сваком петом члану у групи. Ово може указивати на то да је човек који је носио штап био задужен за јединицу људи поред себе.
Војни стандарди
Војни стандард је код или знак који се користи за означавање стандарда међу групом милитаризованих појединаца како би се показала разлика од других група, али не и једна од друге. Ово је постало распрострањено само у армијама које су биле довољно велике да захтевају бољу контролу подела. Ова призната подела почела је још у периоду уједињења у Египту у протодинастичком периоду (Фокнер). Најчешћи симбол у египатској војној историји био би полукружна лепеза која седи на врху великог, дугачког штапа, као што је приказано хијероглифом сунцобрана 𓋺. Овај симбол је представљао египатску поморску флоту. Током каснијих династија, као што је 18. династија, био је најчешћи војни стандардни симбол - посебно за време владавине краљице Хатшепсут. Друга врста стандарда била је правоугаона постављена на дугачку и велику шипку. Штап је можда био украшен орнаментима попут нојевог перја.

### Пешадија
Пешадијске трупе су биле делимично регрутоване, добровољно. Египатски војници су служили за плату, и домаће становништво и страни најамници. Од најамничких трупа, Нубијци су најмљени почевши од касног Старог краљевства, азијске трупе марјану су најмљене у Средњем и Новом Краљевству, Шарданци, Либијци и На'арн су најмљени у периоду 20. династије,) а Феничани, Каријци и Грци су најмљени током касног периода.

### Кочије
Кочија, окосница египатске војске, уведена је у древни Египат из југозападне Азије на крају другог прелазног периода (око 1650–1550 п. н. е) / почетком Новог краљевства (око 1550–1069 п. н. е). Кочијаши су били из виших класа у Египту. Кочије су углавном коришћене као покретна платформа са које се користило оружје на даљину, и углавном су их вукла два коња и њима су управљала два кочијаша; возач који је носио штит и човек са луком или копљем. Кочије су имале и подршку пешадије. У време Кадеша, кочије су биле на врхунцу свог развоја. Дизајниране су да имају лаку управљивост и буду брзе, лагане и имале су деликатан изглед. Њихова офанзивна моћ била је у њиховој способности да се брзо окрећу, и више пута током јуриша, продирајући у непријатељску линију и функционишући као мобилна платформа за напад која је борбеним члановима посаде пружала прилику да испале пуно стрела из композитног лука. Корпус кочија служио је као самостална јединица, али је био прикључен пешадијском корпусу. У Кадешу је било 25 возила по чети. Многе лакше кочије су задржана за извиђачке и комуникационе дужности. У борби, кочије су биле распоређене у трупе од 10, ескадриле од 50, а већа јединица се звала пеџет, којом је командовао официр са титулом Командант кочијаша и бројала је око 250 кола.
Кочије се најбоље дефинишу као возила са коњском вучом са два точка која захтевају да њихови возачи и путници стоје док су у покрету. Једноставно речено, кочија је вековима присутна на Блиском истоку не само да показује статус власника у друштвима, већ и у временима рата. То је постало највише изражено у време 16. века када су кочије представљене Египћанима током рата са војском Хикса. Кочије су помагале у многим биткама, могле су се користити на много начина, од транспорта за војнике који се премештају на и са бојних поља до директног учешћа у борбама и на разне друге начине. Оружје које је пратило војнике и њихове путнике били су предмети као што су композитни лукови, стреле и низ других предмета као што су копља и мачеви. Улога стрелца је била једна од најзначајних када се постави на задњем делу кочија, што га је буквално чинило готово немогућом метом због брзине кретања. Кочије су коришћене и за превожење стрелаца на погодне ватрене положаје, где би силазили са кочија и гађали из својих лукова, враћајући се назад у својим кочијама и повлачили се када су били угрожени. Једна од главних употреба кочије била је да се залети у предње линије непријатеља како би их уплашила и да разбије њихову формацију, дајући пешадији прилику да одмах ефикасно нападне непријатеља. Због чињенице да су ратни коњи, иако обучени, ипак постајали уплашени. „Коњи неће својевољно јуришати у масовне редове пешадије, увек ће радије да се повуку и зауставе тик од својих линија, без обзира на намере јахача и руковаоца. Чак и да је коњска кочија прошла и покушала да пробије непријатељске линије, била би ужасна идеја да су користили лакша ратна кола из бронзаног доба. Кочије су се показале као најкорисније на равном терену, ту су њихова брзина и маневарске способности долазиле до изражаја. То је постало главни проблем Египћанима током осмог и деветог века када је избила битка између Египта и Сирије, због чега су египатске кочије постале практично неспособне да обављају своје предвиђене дужности због саме природе терена; планински и стеновити. Постоје многе теорије о томе како су кочије помогле у успону и паду Египта, а најистакнутију од њих створио је Роберт Древс. Он тврди да су кочије биле одговорна за крај касног бронзаног доба. Његова тврдња је да су плаћеници у том подручју у том периоду потрошили много труда и времена посматрајући и уочавајући снагу и слабости стилова ратовања египатске војске како би им то помогло у будућим побунама које ће покренути против египатских власти.

### Морнарица
Пре Новог краљевства, египатску војску је углавном чинила морнарица, а високи чинови су били састављени од елитних Египћана средње класе. Египатске трупе су транспортоване поморским бродовима још у касном старом царству. До каснијег прелазног периода, морнарица је била веома софистицирана и користила је компликоване поморске маневре, као што је Камосов поход против Хикса у луци Аварис (око 1555–1550 п. н. е).
У старом Египту постојале су две различите врсте бродова: чамац од трске и брод направљен од великих дрвених дасака. Бродови са даскама чинили су поморску флоту и дали јој жестоку репутацију. Овим раним бродовима недостајало је унутрашње ребро за потпору. Сваки брод је имао одређени део, углавном испод главне палубе, где би седели робови веслачи. Веслом за одређивање правца управљао је један човек.

## Пројектилно оружје
Стари Египћани су користили пројектилно оружје да ослабе непријатеља пре пешадијског напада. Коришћене су праћке, штапови за бацање, копља, али лук и стрела су били примарно пројектилно оружје током већег дела историје Египта. Остаци катапулта из 19. века пре нове ере пронађени су на зидинама града Бухена.

### Штапови за бацање
Чини се да се штап за бацање у извесној мери користио током египатског преддинастичког периода као оружје, али изгледа да није био баш ефикасан у ту сврху. Због њихове једноставности, вешта пешадија је наставила да користи ово оружје у одређеној мери до краја Новог краљевства. У великој мери се користио за лов на живину током већег дела египатског династичког периода. Већина Египћана је наставила да користи ово оружје јер је и оно имало свети ефекат.

### Копље
Копље се не уклапа ни у класу оружја за блиске борбе ни у пројектилну врсту оружја. Може спадати и у једну и у другу. Током династичког периода Старог и Средњег краљевства, обично се састојало од шиљасте оштрице направљене од бакра или кремена која је била причвршћена за дугачки дрвени штап помоћу шиљака. Конвенционална копља су прављена за бацање или забадање, али је постојао и облик копља (хелебарда) који је био опремљен сечивом секире и тако се користио за сечење.
Копље се у Египту од најранијих времена користило за лов на веће животиње, као што су лавови. Коришћење копља у борбама (бацање копља) рано је замењено луком и стрелом. Због своје веће тежине, копље је било боље у продору од стреле, али у војскама код којих се оклоп састојао углавном од штитова, то је била само мала предност. С друге стране, много је било лакше организовати масовну производњу стрела.
У борби, никада није стекло значај међу Египћанима какав је имало у класичној Грчкој, где су се међусобно бориле фаланге које су носиле копља као главно оружје. Током Новог краљевства, често је био помоћно оружје кочијаша, који тако нису остајали ненаоружани након што би потрошили све своје стреле. У њиховим рукама је такође било најкорисније када су јурили непријатеље који су бежали забадајући им копља у леђа. У Карнаку је описана победа Аменхотепа II код Шемеш-Едома у Ханану:
... Ето, Његово Величанство је било наоружано својим оружјем, и Његово Величанство се борило као Сет у свом часу. Попустили су када је Његово Величанство погледало једног од њих, и побегли су. Његово величанство је само узело сву њихову имовину, својим копљем...
Копље је било довољно цењено да се прикаже на слици у рукама Рамзеса III како убија Либијца.

### Лук и стрела
Лук и стрела су били једно од најважнијих оружја у древном Египту, коришћени од преддинастичких времена преко династичког доба до хришћанског и исламског периода. Први лукови су обично били лукови од рогова, направљени спајањем пара рогова антилопе са централним комадом од дрвета.
До почетка династичког периода лукови су се правили од дрвета. У преддинастичком периоду, лукови су често имали двоструку закривљеност, али током Старог краљевства усвојен је лук са једним луком, познат као самостални (или једноставан) лук. Они су коришћени за испаљивање стрела од трске са три пера и врхом од кремена или тврдог дрвета, а касније и бронзе. Сам лук је обично био дугачак између једног и два метра и састављен од дрвеног штапа, која се сужавала на оба краја. Неки од дужих лукова су на одређеним местима ојачавани везивањем дрвеног штапа гајтаном. Извлачење лука са једним луком било је теже и он је изгубио предност у односу на двоструко закривљене лукове.
Током Новог краљевства, композитни лук је ушао у употребу, пошто су га увели азијски Хикси. Често се ови лукови нису правили у самом Египту, већ су увезени са Блиског истока, као и друго модерно оружје. Међутим, старији, једноструко закривљени лук није у потпуности изашао из употребе. На пример, изгледа да су Тутмозис III и Аменхотеп II наставили да користе ове раније стилизоване лукове. Тешко оружје за успешну употребу, захтевало је снагу, спретност и године вежбања. Искусни стрелац је пажљиво бирао своје оружје.
Египатски занатлије никада се нису ограничавали на једну врсту дрвета, било је врло уобичајено да користе више врста чак и увозних. Ручно рађене стреле правиле су се од зрелих грана или гранчица и у неким ретким случајевима од неких незрелих комада дрвета са којих би се састругала кора. Глава стреле је била причвршћена на једном крају стреле. Величина стрела је била 80,1 до 85,1 центиметар или 31,5 до 33,5 инча. Користиле су се две групе стрела: стреле са каменом главом и стреле са дрвеном главом.

### Композитни лук
Композитни лук је лук који је направљен од више слојева различитих материјала. Различити материјали су стављани одређеним редом, у складу са њиховим особинама. Материјали отпорни на компресију (рог антилопе) су коришћени за унутрашњи део лука (део који је окренут ка стрелцу када пуца), док су материјали који су отпорни на напрезање коришћени за израду спољњег дела (део који је окренут од стрелца када пуца ). Једноставан дрвени лук није се могао мерити са композитним луком по домету или снази.
Композитним луковима је било потребно посветити више пажње него једноставним основним луковима, а били су много тежи и скупљи за производњу. Били су подложнији влази, због чега је било потребно да буду покривени. Морали су бити откачени када нису у употреби и поново затегнути за акцију, подвиг који је захтевао не мало силе и генерално помоћ друге особе.
Као резултат тога, нису коришћени онолико колико би се могло очекивати. Једноставан лук никада није престао да се користи на бојном пољу, чак ни у Новом краљевству. Једноставније лукове користила је већина стрелаца, док су композитни лукови коришћени на кочијама, где је њихова продорна моћ била потребна за пробијање оклопа.
Први врхови стрела били су од кремена, који је у 2. миленијуму замењен бронзом. Врхови стрела су углавном прављени са оштрим врхом. Међутим, врхови стрела су се могли значајно разликовати, а неки су чак били и тупи (вероватно се више користили за лов на ситну дивљач).

### Праћке
Бацање камења праћкама захтевало је мало опреме или вежбе да би било ефикасно. Као секундарно у односу на лук и стрелу у борби, праћка је ретко приказивана. Први цртежи датирају из 20. века пре нове ере. Направљене од кварљивих материјала, сачувано је мало древних праћки. Једна од њених главних предности била је лака доступност муниције на многим локацијама. Када је олово постало доступније током касног периода, коришћени су пројектили од олова. Они су били ефикаснији од камења због њихове веће тежине. Често су били обележени жигом.